# Vetta

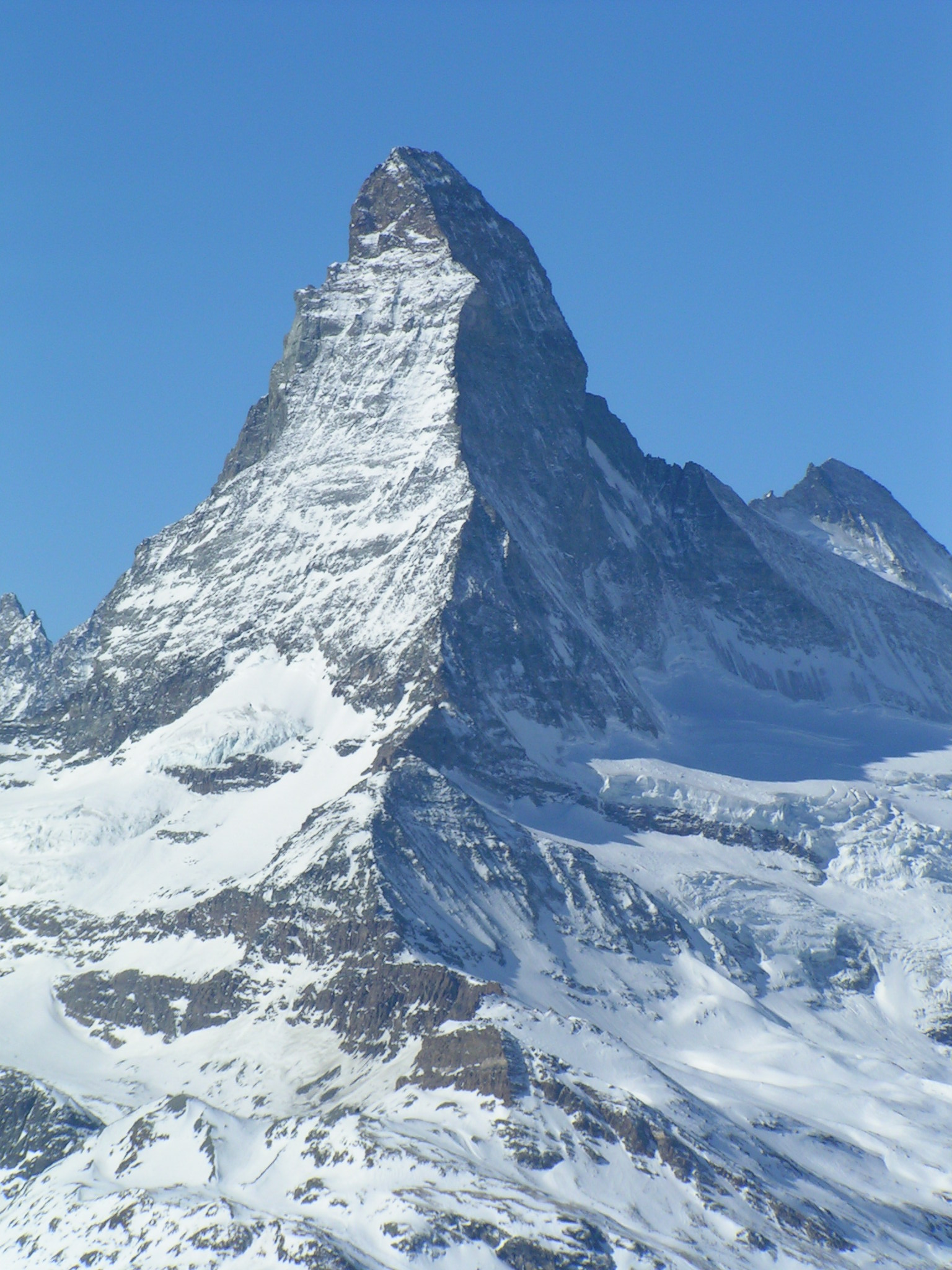
La vetta del Cervino

La vetta (dal latino vĭtta, 'nastro per capelli'; anche picco, cima, punta o sommità) è, in topografia, la sommità, ovvero il punto più elevato in altitudine di una superficie,  rispetto ai punti ad esso immediatamente adiacenti. Si parla tipicamente di "vetta" in relazione alle montagne.

## Caratteristiche generali
La vetta è la cima di una montagna, cioè un punto con una significativa prominenza topografica. L'UIAA ha definito che una vetta (in inglese peak) deve avere una prominenza di almeno trenta metri. La scelta di una prominenza di almeno 30 metri è basata sul dislivello superabile con un classico tiro di corda. Una definizione abbastanza comune di montagna (in inglese mountain) è quella di un rilievo con una altitudine di almeno 600 m sul livello del mare e che abbia una prominenza di almeno 300 metri.
Vale quindi il seguente schema:
| Termine                | Prominenza  |
| ---------------------- | ----------- |
| anticima (o sottocima) | < 30 m      |
| vetta                  | 30 m o più  |
| montagna               | 300 m o più |

## Sinonimi

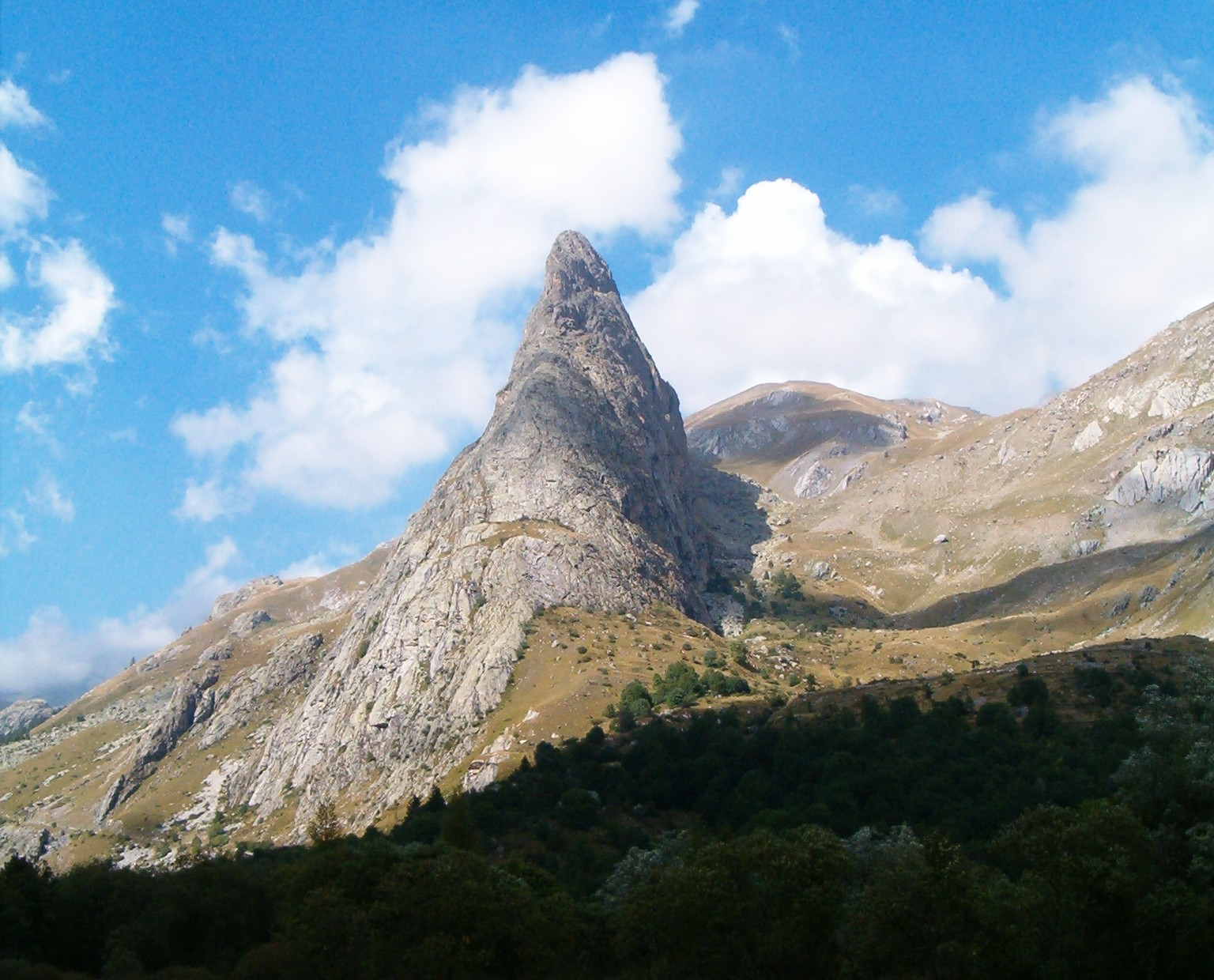
L'aguzza vetta della Rocca Provenzale

Tra i toponimi presenti in Italia, oltre a termini più comuni come punta, cima o picco, esistono altri sinonimi di vetta derivanti da altre lingue:
- becca: termine del patois valdostano diffuso in Valle d'Aosta: la Becca di Monciair oppure la Becca di Nona. In francese, tale termine è reso con pic: Pic de Montchair e Pic de Nona.
- bric: termine piemontese usato anche in francese, come il Bric Bucie ed il Bric Froid.
- truc: termine, come bric, usato nelle Alpi Occidentali: Truc Lausa, Gran Truc, Truc del Buscajon, Truc le Creste.
- dôme: termine francese che significa "cupola": Dôme du Goûter.
- pala: termine usato nelle Alpi Orientali: Pala Alta.
- pizzo: termine lombardo applicato a varie vette come il Pizzo Bernina ed il Pizzo Badile.
- poncione: termine del Canton Ticino: il Poncione di Ganna o il Poncione Rosso.
- uia (o anche uja), termine usato per diverse vette del Piemonte: Uia di Ciamarella, Uia di Bessanese.[6]

In francese, il termine aiguille, "ago", è usato per indicare molte vette. Ne sono esempio molte montagne del massiccio del Monte Bianco quali l'Aiguille du Midi e l'Aiguille Blanche de Peuterey.
In spagnolo, il termine peña identifica una vetta rocciosa, come ad esempio la Peña de Francia, la Peña de los Enamorados o la Peña Falconera.

## Significato culturale e simbolico

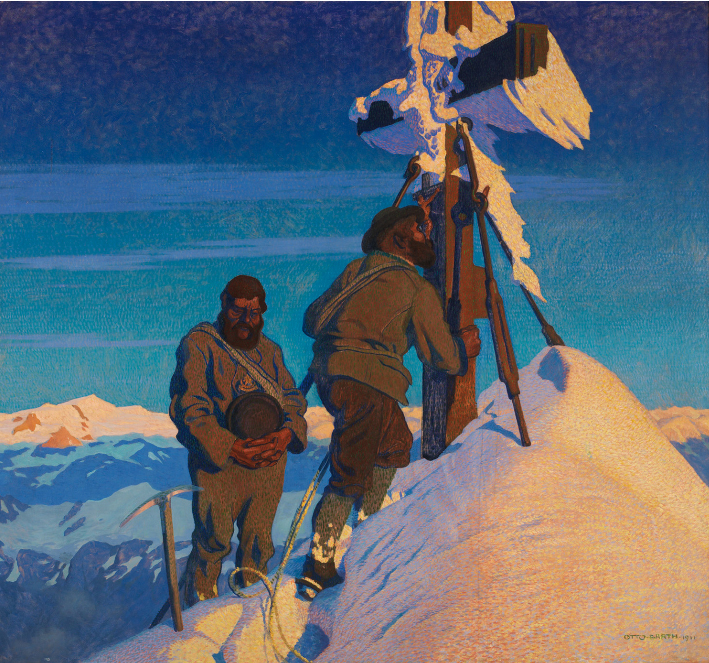
Preghiera mattutina delle guide alpine sul Großglockner - Otto Barth, 1911.

La conquista della vetta (la cima della montagna) è stato un fattore importante per la storia dell'alpinismo. Per arrivare in cima ad una vetta possono esistere uno o più percorsi, che a seconda dei casi sono detti via normale, via alpinistica, o via d'arrampicata.
Le vette delle montagne, oltre che per il loro significato geografico, sono importanti in varie culture per le valenze simboliche di varia natura che sono state loro attribuite (religiosa, politica, magica..), e la costruzione di monumenti di vario tipo (ometti, bandiere di preghiera, ovoo, statue, croci, pali sacri, templi, ecc.) sui rilievi montuosi è una pratica diffusa in diverse aree geografiche.
La stessa Bibbia cita in numerose occasioni, deprecandolo, il culto reso agli idoli pagani sulle montagne, denominate luoghi alti.
Spesso inoltre le frontiere tra gli stati seguono le linee di spartiacque e passano quindi per le vette che si trovano lungo queste linee, che possono diventare oggetto di rivendicazioni territoriali e teatro di conflitti armati. Le cime delle montagne sono state spesso fortificate in quanto posizioni di notevole importanza strategica, come ad esempio nel caso del monte Chaberton o del monte Malamot, entrambi situati nei pressi della frontiera italo-francese.
Più collegata alla frequentazione alpinistica o escursionistica di una montagna è invece l'eventuale presenza di un libro di vetta.